# Stadion Machabejski
Stadion Machabejski (hebr. אצטדיון המכביה, Itztadion Hamakabiya) – stadion sportowy w Tel Awiwie, w Izraelu. Stadion może pomieścić 20 000 widzów (5 000 miejsc siedzących).

## Położenie
Stadion znajduje się w północno-zachodniej części osiedla Cafon Jaszan w Tel Awiwie, u ujścia rzeki Jarkon do Morza Śródziemnego.

## Historia

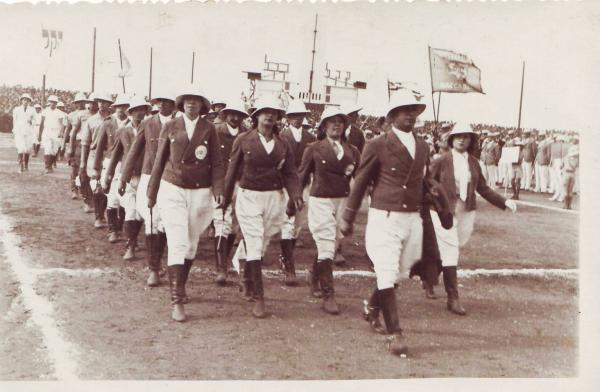
Uroczystość otwarcia II Olimpiady Machabejskiej w 1935

Stadion Machabejski został wybudowany w marcu 1932 jako główne miejsce rozgrywania zawodów sportowych podczas Olimpiady Machabejskiej. Został zaprojektowany przez architekta Genia Averbucha. Budowę rozpoczęto bardzo późno i trwała zaledwie dziesięć dni. Inauguracja stadionu odbyła się 28 marca 1932 roku podczas uroczystości otwarcia I Olimpiady Machabejskiej. Wystąpiło w niej 500 sportowców żydowskich z 23 krajów.
W 1934 roku przygotowano tutaj tereny wystawowe pod Targi na Bliskim Wschodzie i Izraelu. Przy tej okazji w otoczeniu stadionu wybudowano dodatkowe obiekty sportowe oraz rozbudowano trybuny.
W 1935 roku na stadionie odbyła się II Olimpiada Machabejska, w której uczestniczyło 1 350 sportowców. Większość z tych żydowskich sportowców nie chciała wracać do zagrożonej przez nazizm Europy i pozostała po zawodach w Mandacie Palestyny. W obawie przed powtórzeniem się takiej samej sytuacji, brytyjskie władze mandatowe nie wyraziły zgody na zorganizowanie kolejnej Olimpiady Machabejskiej w 1938.
Zdecydowano wówczas, że stadion będzie pełnił funkcję stadionu piłkarskiego dla klubu Maccabi Tel Awiw – w 1969 przeniósł się na nowo wybudowany Stadion Bloomfield.
Gdy w 1950 roku przygotowywano się do otwarcia III Olimpiady Machabejskiej, uznano, że Stadion Machabejski jest za mały na tak dużą imprezę sportową. Na tę potrzebę wybudowano wówczas nowoczesny Stadion Ramat Gan.
Stadion jest nadal czynny i służy różnym imprezom sportowym organizowanym na potrzeby młodzieży szkolnej Tel Awiwu.